# Anaya de Alba
Anaya de Alba es un municipio y localidad española de la provincia de Salamanca, en la comunidad autónoma de Castilla y León. Se integra dentro de la comarca de la Tierra de Alba. Pertenece al partido judicial de Salamanca.
Su término municipal está formado por las localidades de Anaya de Alba, Galindo Béjar, Herrezuelo, Narrillos y Sambellín, ocupa una superficie total de 37,04 km² y según los datos demográficos recogidos en el padrón municipal del INE en el año 2017, cuenta con 211 habitantes.

## Toponimia
Su nombre podría provenir del árabe an-nahya, que se traduciría como agua estancada, hecho que podría estar relacionado con topónimos similares como los de las localidades de Anaya (Segovia) o Anaya de Huebra (Salamanca). En este sentido, la asimilación de /l/ del artículo a la nasal sería ya arábiga, dándose en la evolución de topónimos parecidos como el de La Maya (Salamanca), si bien este hecho deduce que Anaya no debe relacionarse con otros topónimos similares como Minaya, presente en localidades como Minaya (Albacete), o en Encinasola de las Minayas (Salamanca).
Asimismo, otra corriente teórica sobre el topónimo, señalada por Antonio Llorente Maldonado apunta, sin descartar la teoría arábiga, al posible origen vasco-navarro del mismo, que se relacionaría con la palabra anai (hermano), que con el artículo vasco añadido daría lugar a Anaia, y que se traduciría como el hermano. Dicho autor también añade una tercera teoría, con origen árabe, que se derivaría del topónimo al-nahiya (camino, sendero, vía), que podría haber dado lugar a la solución fonética annaia en árabe vulgar, lo que Llorente Maldonado justifica como posible al pasar por Anaya de Alba la calzada que unía Alba y Piedrahíta, y por Anaya de Huebra la calzada de Salmántica a Miróbriga.

## Geografía
Se ubica en las estribaciones del sistema Central, en la denominada sierra de Ventosa. El municipio es completamente llano; con algunas colinas y lomas que se elevan sobre el terreno; entre ellas, haciendo frontera con Larrodrigo, al sureste del municipio, se encuentra la colina de Ahijón Chico, punto culminante del municipio, con 942 metros de altura, cubierto por un frondoso encinar. El terreno del municipio está formado por depósitos aluviales que datan del paleozoico y del cámbrico, debido al arroyo Trampales. 
El arroyo Trampales; también llamado regato de Sambellín o arroyo del Valle, nace en el municipio de Horcajo Medianero; a la altura del Tomillar, y después, se adentra en el municipio de Anaya, que recorre todo el territorio, y nada más llegar a la villa; cambia de rumbo oeste y desemboca en el río Tormes, en Éjeme. 
El clima del lugar es mediterráneo continental, con cierta influencia del clima atlántico. Los inviernos son muy fríos, y los veranos muy suaves; con lluvias ocasionales y vientos que sopla de norte y oeste.
Limita al norte con el municipio de Navales, al este con Larrodrigo, al sur con Horcajo Medianero y Galinduste, y al oeste con Galisancho y Éjeme.

## Historia
Su fundación se remonta a la repoblación efectuada por los reyes de León en la Edad Media, quedando integrado en el cuarto de Cantalberque de la jurisdicción de Alba de Tormes, dentro del Reino de León, denominándose ya en el siglo XIII "Anaya". Con la creación de las actuales provincias en 1833, Anaya de Alba quedó encuadrado en la provincia de Salamanca, dentro de la Región Leonesa, formando parte del partido judicial de Alba de Tormes hasta la desaparición de este y su integración en el de Salamanca.

## Geografía humana

### Demografía
Cuenta con una población de 183 habitantes (INE 2024).
| Gráfica de evolución demográfica de Anaya de Alba entre 1842 y 2021 |
| |
| Población de derecho según los censos de población del INE Población de hecho según los censos de población del INEEntre el censo de 1857 y el anterior, crece el término del municipio porque incorpora a 375023 (Herrezuela) |

### Núcleos de población
El municipio se divide en varios núcleos de población, que poseían la siguiente población en 2017 según el INE.
| Núcleo de población | Población |
| ------------------- | --------- |
| Anaya de Alba       | 163       |
| Herrezuelo          | 35        |
| Galindo Béjar       | 12        |
| Narrillos           | 1         |
| Sambellín           | 0         |

### Economía
La gente de Anaya se dedican a la agricultura y a la ganadería; cultivan cereales, olivos, tabaco y forraje; y se dedican al cuidado de la vaca y del cerdo.

## Cultura

### Fiestas
El 14 de septiembre; se celebra las fiestas del Santo Cristo del Ámparo, con una romería y una procesión al Santo Cristo; que se encuentra dentro de una ermita alojado en el cementerio, y que lo sacan a pasear hasta llegar a la iglesia parroquial del pueblo.

## Administración y política
| Partido político                         | 2019  | 2019  | 2019       | 2015  | 2015  | 2015       | 2011  | 2011  | 2011       | 2007  | 2007  | 2007       | 2003  | 2003  | 2003       |
| Partido político                         | %     | Votos | Concejales | %     | Votos | Concejales | %     | Votos | Concejales | %     | Votos | Concejales | %     | Votos | Concejales |
| Partido Socialista Obrero Español (PSOE) | 67,38 | 95    | 4          | 58,43 | 104   | 4          | 51,60 | 97    | 4          | 50,00 | 103   | 4          | 58,30 | 130   | 4          |
| Partido Popular (PP)                     | 21,99 | 31    | 1          | 29,21 | 52    | 1          | 43,09 | 81    | 1          | 46,12 | 95    | 3          | 36,32 | 81    | 3          |

## Personalidades
- Adares (1923-2001), de nombre oficial Remigio González Martín, pero de apodo Adares, fue un poeta natural de Anaya de Alba.